# V. Reserve-Korps (Deutsches Kaiserreich)
Das V. Reserve-Korps war ein Großverband der Armee des Deutschen Kaiserreiches.

## Geschichte

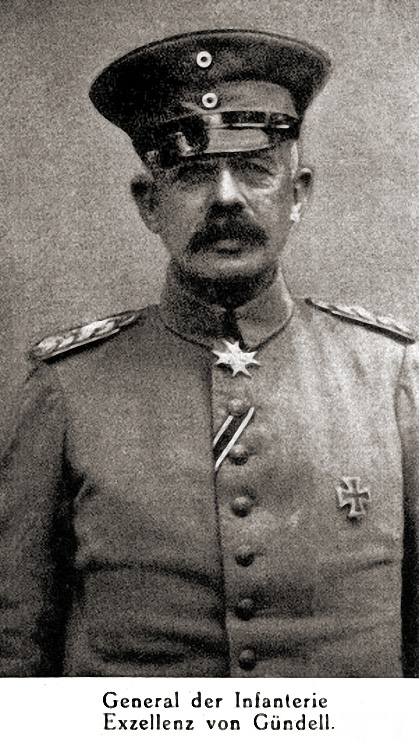
Erich von Gündell

Mit der Mobilmachung am 2. August 1914 bei Ausbruch des Ersten Weltkriegs wurde das Korps aufgestellt. Kommandierender General war General der Infanterie von Gündell, als Generalstabschef fungierte Oberstleutnant von Stockhausen. Die zugeteilte 9. Reserve-Division stand unter Generalleutnant von Guretzky-Cornitz, die 10. Reserve-Division stand unter Generalleutnant von Wartenberg.
Im Verband mit der 5. Armee marschierte das Korps durch das neutrale Luxemburg nach Frankreich. Der Verband verblieb während des weiteren Kriegsverlaufs ausschließlich an der Westfront.
Das Korps kämpfte ab 22. August in der Schlacht bei Longwy- die 10. Reserve-Division rang um den Ort Ville de Montois und erreichte den Fluss Crusnes bei Pierrepont. Die 9. Reserve-Division erzwang im Verein mit der 34. Division den Durchmarsch durch Fillieres und verfolgte den Gegner auf Joppecourt.
Nach weiteren Gefechten lag das Korps am Ostufer der Maas auf der Wöevre-Ebene im Stellungskrieg vor Verdun.
Ende Februar 1916 ging das Korps in der Schlacht um Verdun zum Angriff über. Während der Kämpfe um das Dorf und das Fort Vaux erlitt sein Großverband schwere Verluste und musste schließlich Mitte Juni aus der Front gezogen werden. Es wurde dann zur Erholung und Auffrischung in die Champagne verlegt.

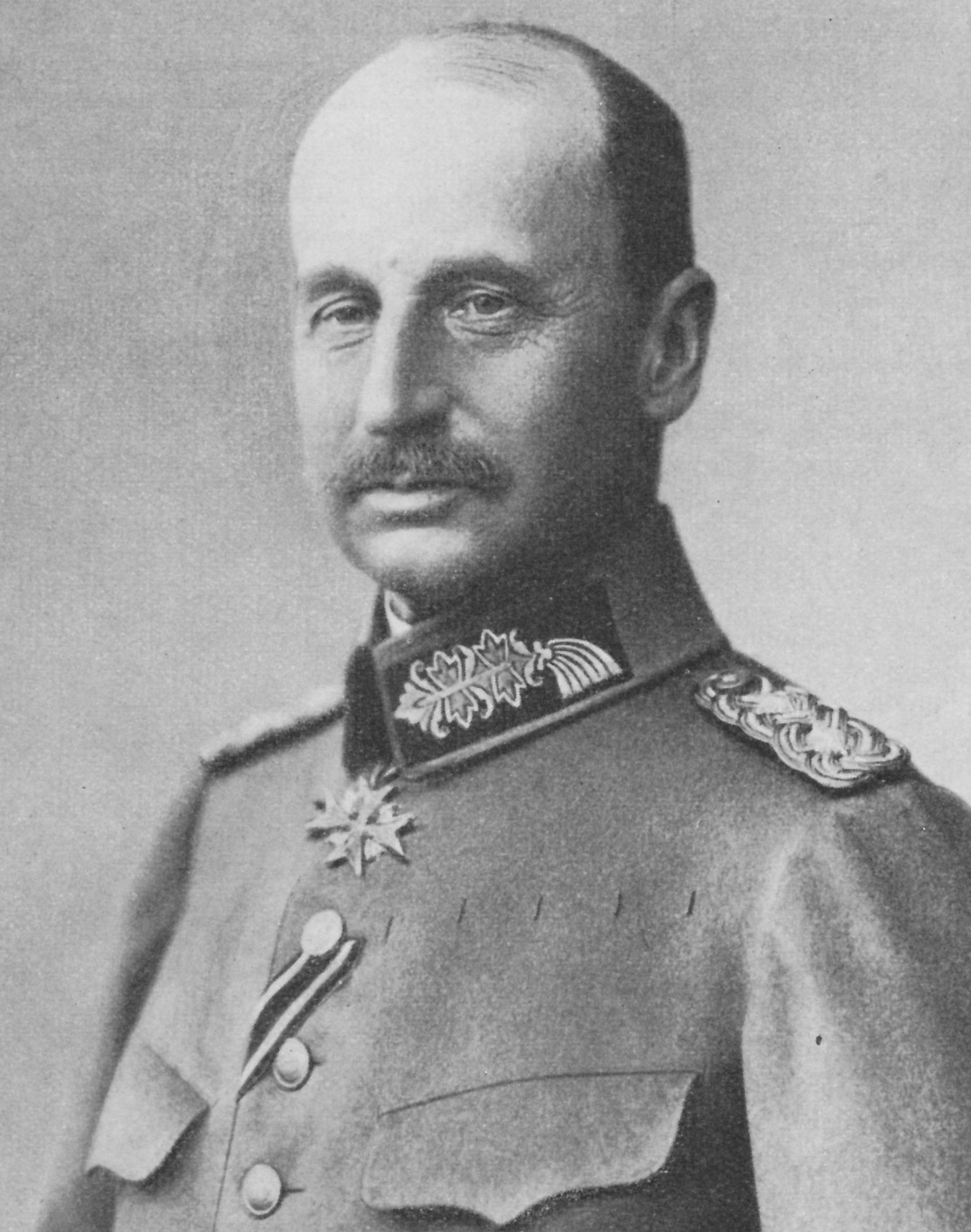
Franz von Soden

Anfang Oktober 1916 wurde die 9. und 10. Reserve-Division in die Schlacht an der Somme geworfen. Das V. Reserve-Korps (Gruppenabschnitt D) unter General von Garnier etablierte sich am nördlichen Somme-Ufer gegenüber der französischen 6. Armee an der Linie Rancourt-Bouchavesnes. Zusätzlich unterstellt war dem Kommando die 113. in Front und die 211. Infanterie-Division als Reserve. Bereits am 18. Oktober waren fast alle Verbände wieder abgelöst, am gleichen Abschnitt waren dem Korps Garnier danach die 103. und 211. Infanterie-Division sowie die von der Moselfront herangeführte 8. Ersatz-Division unterstellt worden.
Zwischen 22. November 1917 und 1. Juni 1918 übernahm das Korpskommando als „Gruppe Ornes“ die Führung eines Abschnittes an der lothringischen Moselfront. Am 12. Juni 1918 übernahm das V. Reserve-Korps wieder den Abschnitt „Maasgruppe Ost“, der Anfang November infolge der Maas-Argonnen-Offensive geräumt werden musste.

## Gliederung
Das Korps war bei Kriegsbeginn der 5. Armee unterstellt und wie folgt gegliedert:
- 9. Reserve-Division
  - 17. Reserve-Infanterie-Brigade
  - 19. Reserve-Infanterie-Brigade
  - Reserve-Dragoner-Regiment Nr. 3
  - Reserve-Feldartillerie-Regiment Nr. 9
  - 4. Kompanie/Pionier-Bataillon Nr. 5
- 10. Reserve-Division
  - 77. Reserve-Infanterie-Brigade
  - 18. Reserve-Infanterie-Brigade
  - Reserve-Ulanen-Regiment Nr. 6
  - Reserve-Feldartillerie-Regiment Nr. 10
  - 1. und 2. Reserve-Kompanie/Pionier-Bataillon Nr. 5

## Kommandierender General
| Dienstgrad             | Name              | Datum                                  |
| ---------------------- | ----------------- | -------------------------------------- |
| General der Infanterie | Erich von Gündell | 02. August 1914 bis 3. September 1916  |
| Generalleutnant        | Otto von Garnier  | 03. September 1916 bis 27. August 1917 |
| Generalleutnant        | Viktor Kühne      | 27. August bis 16. November 1917       |
| General der Infanterie | Franz von Soden   | 17. November 1917 bis 31. Januar 1919  |